# 四苄基钛
四苄基钛是一种金属有机化合物，化学式为(C6H5CH2)4Ti，分子中苄基以σ键与Ti相连。它可由苄基氯化镁和四氯化钛在乙醚中反应得到。二苄基镁和四氯化钛或四丁醇钛在乙醚中反应，也能得到产物。它和二分子比的乙醇反应，生成二苄基二乙醇钛；和一分子氯化氢反应，生成氯化三苄钛。它和四羰基合钴酸反应，得到(PhCH2)3TiCo(CO)4。

## 拓展阅读
- Charles Romain, David Specklin, Karinne Miqueu, Jean-Marc Sotiropoulos, Christophe Fliedel, Stéphane Bellemin-Laponnaz, Samuel Dagorne. . Organometallics. 2015-10-26, 34 (20): 4854–4863  [2020-01-18]. ISSN 0276-7333. doi:10.1021/om501143t. （原始内容存档于2017-05-23） （英语）.